# Johannes a Lasco

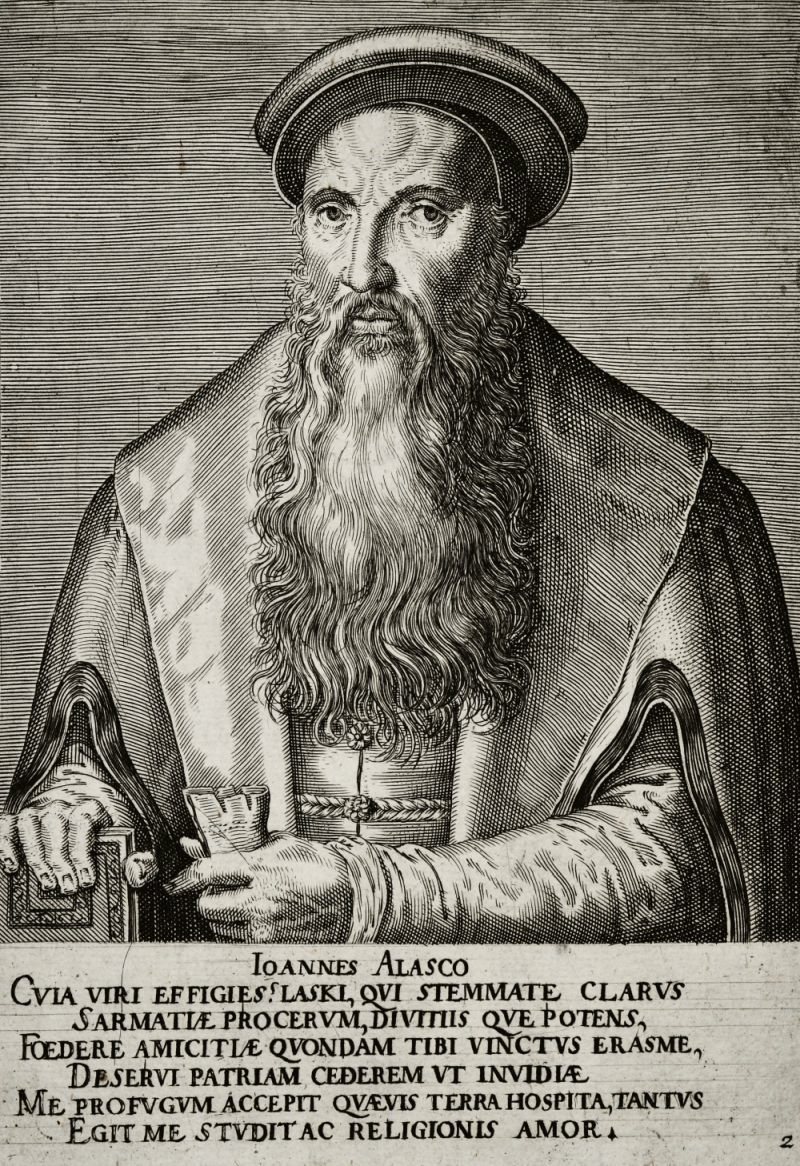
Jan Łaski (Johannes a Lasco), portret uit de zestiende eeuw

Jan Łaski of Johannes a Lasco (Łask, 1499 - Pińczów, 8 januari 1560) was een Pools theoloog en hervormer met een grote invloedssfeer.

## Leven van a Lasco
A Lasco werd geboren in Łask, als zoon van Jaroslaw Łaski, de voivode van Sieradz Voivodship en Susanna Bąk, de dochter van Zbigniew Bąk van Bąkowa Góra. Zijn oom was Jan Łaski, bij toerbeurt koninklijk secretaris, aartsbisschop van Gniezno, primaat van Polen en grootkanselier van de kroon; deze oom was ook de oom van koning Sigismund.
Nadat zijn familie politieke macht en aanzien verloor, ging A Lasco, een geleerde priester, in 1523 naar Bazel, waar hij een vriend van Erasmus en Zwingli werd. In 1542 werd hij door de gereformeerde regent van Oost-Friesland, Anna van Oldenburg, naar Emden gehaald als superintendent van de verschillende kerkgenootschappen. Hij dwong de sluiting af van de laatste kloosters en verminderde de invloed van het Lutheranisme ten gunste van zijn "Geneefse" stroming.
Toen in 1548 het Interim van Augsburg in Emden leidde tot herstel van de Lutherse kerk als leidende geloofsrichting, ging hij naar Engeland, waar hij in 1550 superintendent werd van de Nederlandse Kerk in Londen en enige invloed op kerkelijke zaken in de regering van Edward VI had. Thomas Cranmer schakelde onder andere A Lasco, John Hooper en Petrus Martyr Vermigli in bij de herziening van het (Anglicaanse) kerkrecht. Deze herziening Reformatio legum ecclesiasticarum werd in 1552 gepubliceerd.
In 1551 excommuniceerde hij een lid van zijn gemeente, George van Parris, die op de brandstapel verbrand werd in verband met zijn aanhang van het Arianisme.
Toen de rooms-katholieke koningin Mary op de troon kwam, vluchtte hij in juli 1553 met een groot aantal leden van zijn gemeente naar Kopenhagen. Ze kregen daar echter geen toegang omdat ze de Augsburgse geloofsbelijdenis niet wilden onderschrijven. Ze werden hervestigd in Brandenburg. A Lasco hielp ook Catherine Willoughby en haar man: zijn ondersteuning hielp hen door Sigismund II aan te worden gesteld als ambtenaren in Litouwen. A Lasco was een correspondent van John Hooper, die door A Lasco werd gesteund in een geschil over ambtsgewaden.
In 1556 werd hij teruggeroepen naar Polen, waar hij secretaris werd van koning Sigismund II en leider van de calvinistische reformatie.
Hij stierf in Pińczów, Polen.

## Invloed van A Lasco op de Reformatie
De betekenis van A Lasco en zijn vluchtelingengemeente voor de Reformatie kan niet gemakkelijk worden onderschat. Hij zorgde namelijk voor een type kerkrecht dat later werd overgenomen in Nederland. In zijn visie op kerkrecht is hij ook beïnvloed door Martin Bucer. Zo ontkende hij het onderscheid tussen predikanten en ouderlingen, behalve in termen van wie mag onderwijzen en de sacramenten mag bedienen.

## Overig
In Emden is de Johannes a Lasco Bibliothek (JALB) naar hem vernoemd.
- Bibsys: 65010
- Biblioteca Nacional de España: XX4966987
- Bibliothèque nationale de France: cb133281837 (data)
- Biografisch Portaal: 36263809
- Catàleg d'autoritats de noms i títols de Catalunya: 981058510217906706
- Digitale Bibliotheek voor de Nederlandse Letteren: lasc001
- Gemeinsame Normdatei: 118726633
- International Standard Name Identifier: 0000 0001 1568 1476
- Library of Congress Control Number: n82125135
- Bibliotheek van het Japanse parlement: 001238837
- Nationale Bibliotheek van Tsjechië: js2013757332
- Nationale bibliotheek van Australië: 50213053
- Nationale Bibliotheek van Israël: 987007264240105171
- Nationale Bibliotheek van Polen: a0000001187254
- Nederlandse Thesaurus van Auteursnamen: 071408894
- Istituto Centrale per il Catalogo Unico: BVEV051601
- SNAC: w6ng55fb
- Système universitaire de documentation: 027514021
- Trove: 1506962
- Virtual International Authority File: 41986488
- WorldCat: E39PBJgxww7T9w7twmv3t9gFrq